# Żyworódka źródlana
Żyworódka źródlana (Characodon audax) – endemiczny gatunek słodkowodnej ryby karpieńcokształtnej z rodziny żyworódkowatych (Goodeidae). Bywa spotykana w hodowlach akwariowych.

## Występowanie
Ameryka Środkowa – Meksyk

## Charakterystyka
Srebrno-szare ciało o kształcie torpedy. Płetwy odbytowa i grzbietowa położone w tylnej części ciała. Ryba jest spokojna, ale samce bronią swego terytorium i są wobec siebie agresywne. Lubi pływać wśród gęstych roślin. Zazwyczaj pływa w środkowym poziomie akwarium.
Dorasta do 5,5 cm długości.
Dymorfizm płciowy: Samiec ma smoliście czarne płetwy i jasnoróżowe plamy w okolicy gardła.

## Wymagania hodowlane
Rzadki i dość trudny w hodowli. Optymalna temperatura 20–24 °C, pH 7,0–8,0, woda średnio twarda do twardej.

## Rozmnażanie
Ryba żyworodna, samica rodzi od 4 do 30 młodych co 6–8 tygodni.